# Ashibetsu
Ashibetsu (jap. 芦別市 Ashibetsu-shi) – miasto w Japonii, w prefekturze Hokkaido, w podprefekturze Sorachi. Miasto ma powierzchnię 865,04 km². W 2020 r. mieszkało w nim 12 555 osób, w 6 021 gospodarstwach domowych  (w 2010 r. 16 628 osób, w 7 495 gospodarstwach domowych) .